# Хино, Кэйдзо
Кэйдзо Хино (яп. 日野 啓三 Хино Кэйдзо:, 14 июня 1929 года — 14 октября 2002 года) — японский писатель-сюрреалист. Лауреат ряда литературных премий Японии. С 1987 года входил в состав жюри премии Акутагавы. Член Японской академии искусств (2000—2002). На русский язык переведены новелла «Воздушный сад» (1976) и роман-притча «Остров Мечты» (1985).

## Биография
Родился в Токио. Детство провёл в оккупированной Японией Корее (в Сеуле), куда переехал из Токио вместе с направленным по службе отцом. После окончания войны и репатриации вернулся на родину отца, в Фукуяму (преф. Хиросима). В школе изучал русский язык. Переехав в Токио, поступил на филологический факультет Токийского университета (отделение социологии). В конце 1940-х пережил сильное увлечение литературой писателей послевоенной группы (Нома, Сиина, Хания), знакомство с работами которых стимулировало его собственные первые литературные опыты.
После окончания университета в 1952 году начал работать журналистом в международном отделе газеты «Ёмиури». В качестве специального корреспондента работал в Сайгоне во время вьетнамской войны и в Сеуле во время корейской войны. В те же годы сблизился с Такэси Кайко, также освещавшим события из этих горячих точек. В 1966 году выпустил сборник «Вьетнамские репортажи» (ベトナム報道).
Творческий путь начинал как литературный критик. Как писатель дебютировал с рассказом «По ту сторону» (向かう側, 1966). В 1970 году в журнале «Бунгакукай» был напечатан рассказ «Безвозвратно ушедшее лето» (めぐらざる夏, 1970, номинация на премию Акутагавы). За повесть «Дом в мире сансары» (此岸の家, 1974), написанную по мотивам военного опыта и истории отношений с супругой-кореянкой, был удостоен премии Хирабаяси. Критиками произведение было воспринято несколько односторонне как сисёсэцу, то есть в данном случае описание повседневности перипетий семейной жизни, в то время как амбиции автора были устремлены к её трансценденции. Широкая известность к Хино пришла с новеллой «На закате» (あの夕陽, 1975, премия Акутагавы).
Начало 1980-х ознаменовало решительное обращение писателя к повествованию сюрреалистического толка, мотивы которого, впрочем, были заметны уже и в ранних работах. В такой манере написаны центральные для его творчества «Объятия» (抱擁, 1982, премия Идзуми), «Остров Мечты» (夢の島, 1985, премия Министерства образования Японии), «Плывущая дюна» (砂丘が動くように, 1986, премия Танидзаки). Последнее из этих произведений и его образная система стали во многом программными для Хино, остро отреагировавшего на изменения в жизненном укладе, обусловленные ускоренными темпами урбанизации и массовой индивидуализации социума. Атомарность существования современного человека была выражена им метафорой песка.
Во второй половине 1980-х Хино написал целую серию произведений, разрабатывающих тему ирреального. Это роман «Остров Мечты» (夢の島, 1985), сборники рассказов «Бегом по сну» (夢を走る, 1985), «Сегодня тоже те, кто видел сны…» (きょうも夢みる者たちは…, 1988) и др. Снам, их переплетению с реальностью и условности самого понятия реальности, Хино придавал решающее значение, интуитивно следуя им в принятии принципиальных жизненных и творческих решений. В этом смысле испытал сильное влияние теорий Юнга, автобиография которого стала его настольной книгой с конца 1960-х. Кроме того, сны и построение конструктивного диалога с ними Хино считал той исходной точкой, откуда возможно фундаментальное обращение деструктивного пути, на который, как ему казалось, вступило человечество.
После обнаружения у писателя рака наметился новый поворот в его творчестве. В той или иной степени по мотивам ракового опыта написаны «Эпицентр тайфуна» (台風の眼, 1993, премия Номы), «Свет» (光, премия «Ёмиури»), многочисленные рассказы («Тени на крыше», 屋上の影たち, 1991 и др.).
Скончался в 2002 году от рака толстой кишки. До последних дней продолжал работать в редакции газеты «Ёмиури». Организацию похорон Хино взял на себя поэт Макото Оока.

## Издания на русском языке
- Хино Кэйдзо. Воздушный сад / Пер. Т. Редько-Добровольской // Современная японская новелла 1945—1978. — М.: Художественная литература, 1980. — С. 577—587.
- Хино Кэйдзо. Остров мечты / Пер. Т. Редько-Добровольской // серия «Terra Nipponica». — СПб.: Гиперион, 2014. — С. 192. — ISBN 978-5-89332-213-2.